# Курбанов, Ибрагим Муса оглы
Ибрагим Муса оглы Курбанов (азерб. İbrahim Musa oğlu Qurbanov; 22 марта 1925, Армянская ССР — 29 октября 1992, Баку) — азербайджанский советский партийно-государственный деятель, первый секретарь Джалилабадского райкома Компартии Азербайджана. Герой Социалистического Труда (1982). Депутат Верховного Совета Азербайджанской ССР.

## Биография
Родился 22 марта 1925 года в селе Терп Азизбековского района Армянской ССР.
В 1948—1950 годах обучался в Высшей школе Компартии (большевиков) Армении. С 1957 по 1961 год — слушатель Бакинской высшей школы КП Азербайджана. Позже обучался в Азербайджанском сельскохозяйственном институте.
С 1944 года — второй секретарь комитета ЛКСМ Азизбековского района. С 1951 года — заведующий сельскохозяйственной отраслью Али-Байрамлинского райкома партии. Позже председатель секретарь Али-Байрамлинского райкома партии. С 1961 года работал директором отдела производства совхоза № 6 Али-Байрамлинского района. Позже исполнял обязанности председателя хлопководческого совхоза имени 50-летия СССР в Сальянском районе. С 1973 по 1977 год — председатель Сальянского райисполкома.
С 1977 по 1980 год — первый секретарь Нефтечалинского райкома партии. За время его правления в Нефтечалинском районе был построен мост через Куру, связывающий посёлок Банк и город Нефтечалу, который в народе прозвали «Ибрагимовский мост». Был улучшен уровень жизни в городе Нефтечала и во всём районе.
В 1980 году избран первым секретарём Джалилабадского райкома партии. За время его правления Джалилабадский район стал центром виноградарства Азербайджана. Урожай винограда в Джалилабаде вырос от 60 тысяч тонн до рекордных 216 тысяч тонн. Уровень жизни в Джалилабаде заметно вырос.
Герой Социалистического Труда (1982). Награждён орденом Ленина (1982), тремя орденами Трудового Красного Знамени (1966, 1973, 1976).
Награждён Почётной грамотой Президиума Верховного Совета Азербайджанской ССР (21.03.1985).
Член ЦК Компартии Азербайджана. Депутат Верховного Совета Азербайджанской ССР IX, X, XI созывов (1975—1990).